# جاغوار آي-بيس
جاغوار آي-بيس (Jaguar I-Pace) هي سيارة مبتكرة تعمل بمحرك كهربائي وبطارية، وهي في شكل سيارة رياضية متعددة الأغراض من شركة جاغوار. من المرجح أن تنزل الأسواق ابتداء من وسط عام 2018. الفكرة فيها أنها سيارة رياضية تسع 5 راكب. وتم عرضها في معرض السيارات بلوس أنجلوس 2016. ومن المتوقع أن السيارة جاغوار آي-بيس سوف تنتج بعدد كبير في أواخر عام 2017. بعض تقنية التحريك الكهربائية استفادت من برنامج جاغوار أي لسيارات فورمولا إي Formula E.
تحوي السيارة جاغوار أي-بيس محركين كهربائيين، أحدهما يعمل على محور المقدمة والآخر يعمل على المحور الخلفي. وتبلغ قدرة كل محرك 200 حصان تقوم بإنتاج عزم دوران قدره 700 نيوتن.متر. بهذا تستطيع السيارة التعجيل من 0 إلى 100 كيلومتر/الساعة خلال 4 ثوان. ويعد المصنع بأن مدى السيار سيكون 500 كيلومتر، وهي تعمل يمركم ليثيوم-أيون.
نظرا لأن المحركين الكهربائيين موجودان في المحور الأمامي والخلفي، وبالبطارية في أرضية السيارة، ففيها متسع كبير للركاب.

## معرض صور

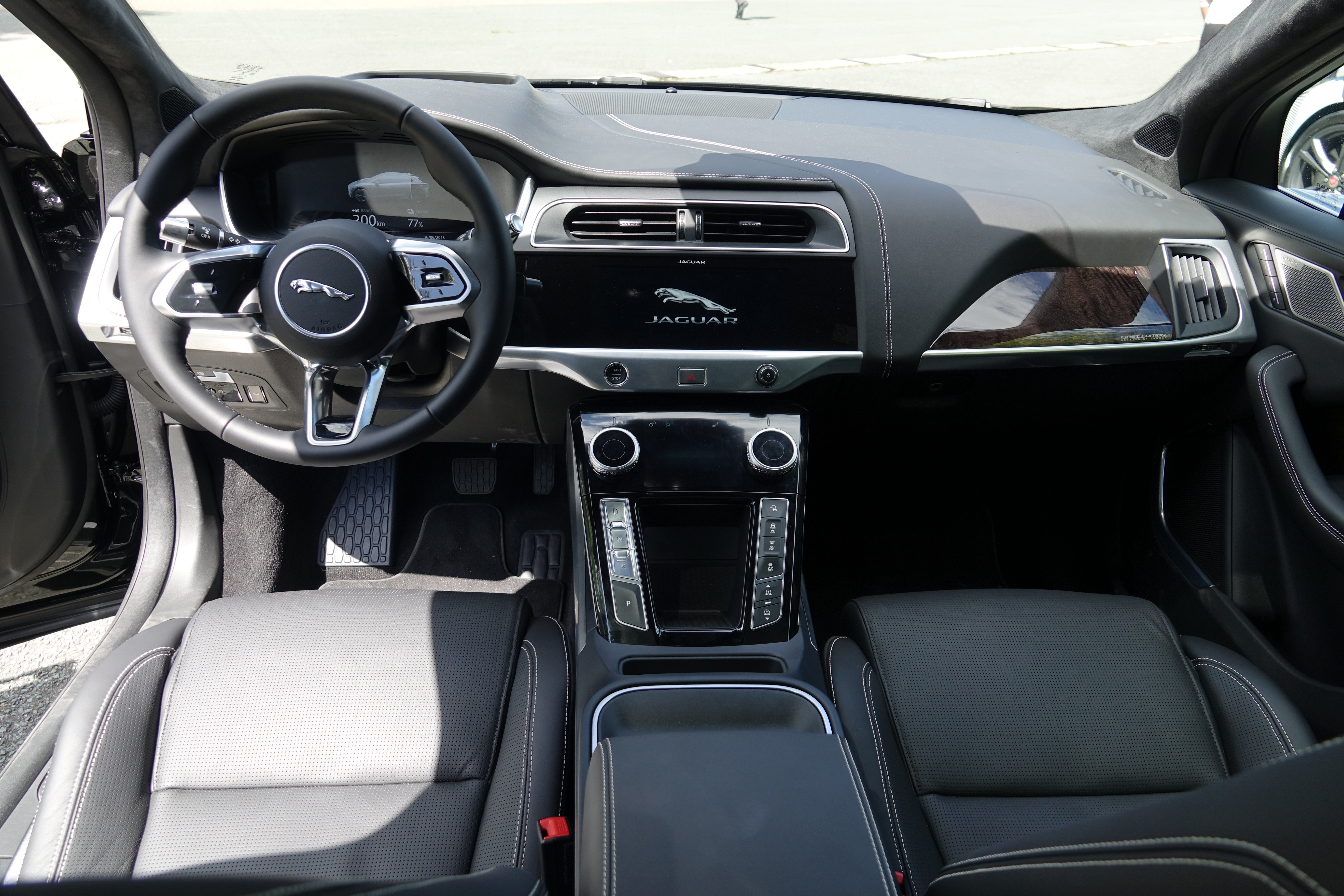
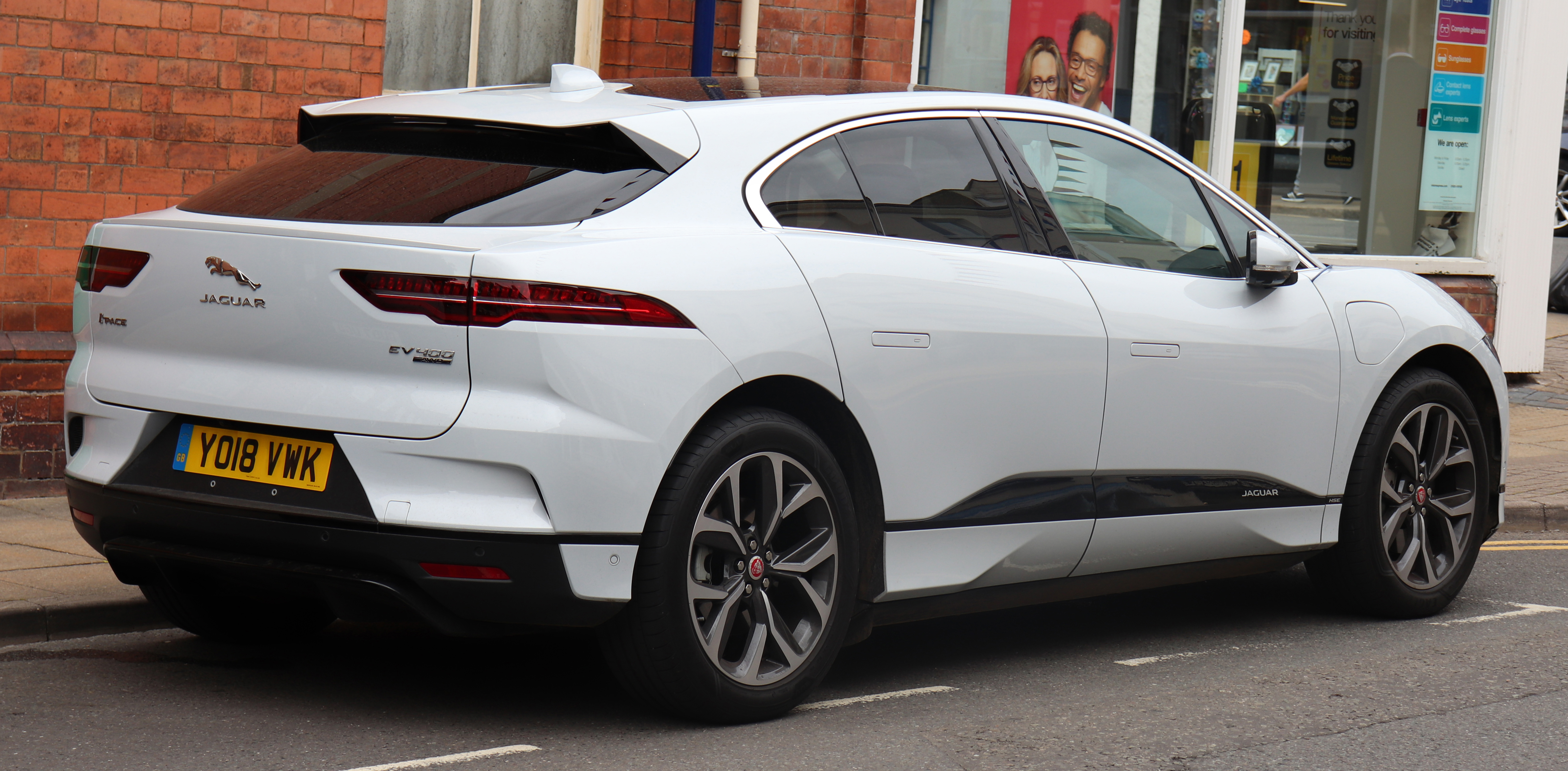
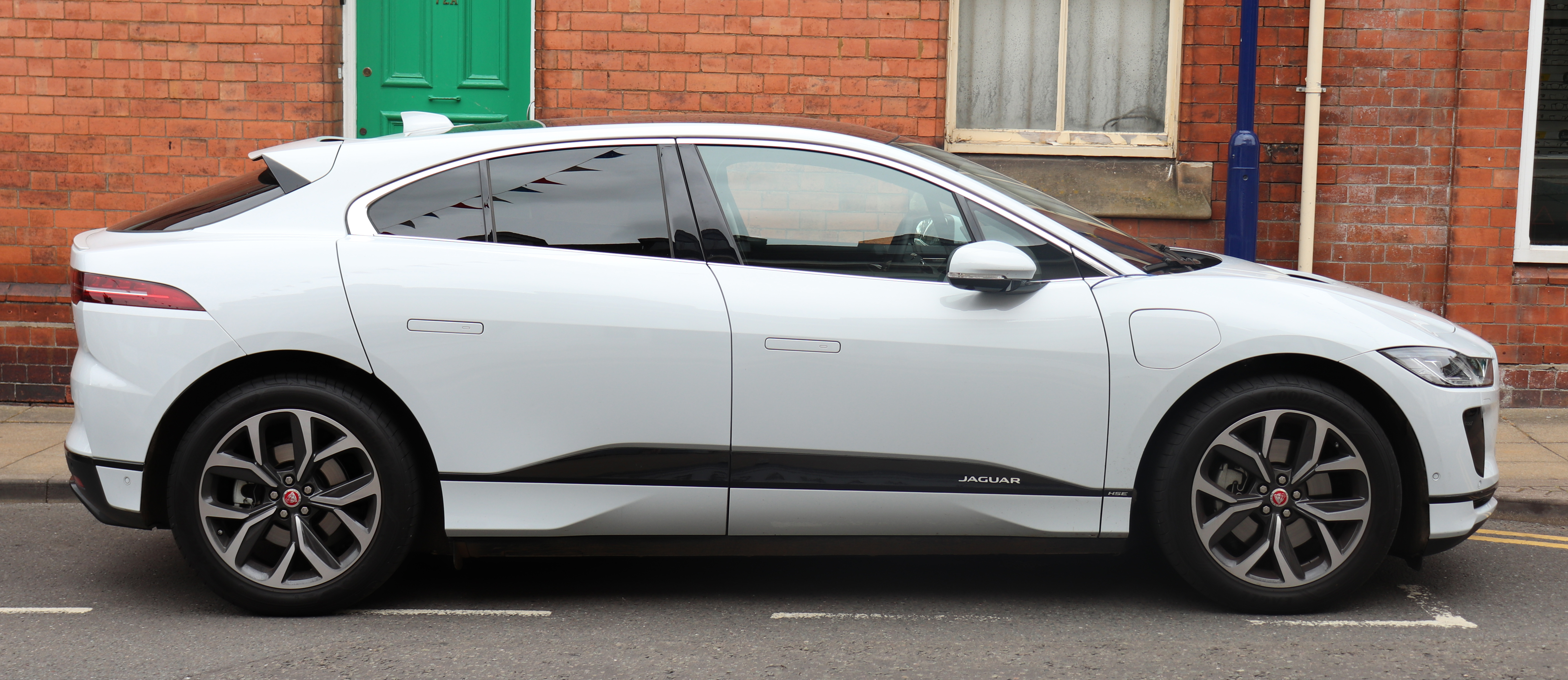

## اقرأ أيضا
- سيارة رياضية متعددة الأغراض
- سيارة فولفو إس سي سي